# Loganius
Loganius är ett släkte av skalbaggar. Loganius ingår i familjen vivlar.

## Dottertaxa tillLoganius, i alfabetisk ordning[1]
- Loganius amazonicus
- Loganius atratus
- Loganius cirratus
- Loganius confinis
- Loganius difformis
- Loganius exiguus
- Loganius exilis
- Loganius fastigius
- Loganius ficus
- Loganius flavicornis
- Loganius glaber
- Loganius glabratus
- Loganius impressus
- Loganius inoblitus
- Loganius insidiosus
- Loganius liratus
- Loganius longicollis
- Loganius major
- Loganius minusculus
- Loganius morio
- Loganius niger
- Loganius opacicollis
- Loganius panamensis
- Loganius parvus
- Loganius prociduus
- Loganius protivorus
- Loganius pumilus
- Loganius rugulosus
- Loganius scaliger
- Loganius setulosus
- Loganius similis
- Loganius splendens
- Loganius vagabundus
- Loganius vestitus
- Loganius vismiae